# Departamentul Douya-Onoy
Departamentul Douya-Onoy este un departament din provincia Ngounié  din Gabon. Reședința sa este orașul Mouila.